# Lista de prefeitos de Arroio dos Ratos
Esta é a lista de prefeitos e vice-prefeitos do município de Arroio dos Ratos, estado brasileiro do Rio Grande do Sul.
| Nº | Nome                              | Partido | Vice-prefeito                            | Início do mandato            | Fim do mandato               | Observações                               |
| 1  | Naro Pereira da Silva             | ARENA   | Sedino Vieira (ARENA)                    | 12 de abril de 1965          | 30 de janeiro de 1969        | Prefeito e vice eleitos                   |
| 2  | Sedino Vieira                     | ARENA   | Noé Viriato dos Santos (ARENA)           | 31 de janeiro de 1969        | 31 de janeiro de 1973        | Prefeito e vice eleitos                   |
| 3  | Naro Pereira da Silva             | ARENA   | José Carlos Silva Silveira (ARENA)       | 1º de fevereiro de 1973      | 31 de janeiro de 1977        | Prefeito e vice eleitos                   |
| 4  | Hélio Menezes Chagastelles        | MDB     | Mário Ferreira Camboim (MDB)             | 1º de fevereiro de 1977      | 31 de janeiro de 1983        | Prefeito e vice eleitos                   |
| 5  | Sedino Vieira                     | PDS     | Donato Garcia (PDS)                      | 1º de fevereiro de 1983      | 31 de dezembro de 1988       | Prefeito e vice eleitos                   |
| 6  | José Carlos Silva Silveira        | PDS     | Miguel Adão Bortolotti (PDS)             | 1º de janeiro de 1989        | 31 de dezembro de 1992       | Prefeito e vice eleitos                   |
| 7  | Jaury Gonzales da Cunha           | PDS     | Moacir de Souza e Silva (PFL)            | 1º de janeiro de 1993        | 31 de dezembro de 1996       | Prefeito e vice eleitos                   |
| 8  | Sedino Vieira                     | PFL     | Juarez Adão Lima (PDT)                   | 1º de janeiro de 1997        | 31 de julho de 1998          | Prefeito e vice eleitos                   |
| —  | Juarez Adão Lima                  | PDT     | —                                        | 1º de agosto de 1998         | 31 de dezembro de 2000       | Vice-prefeito eleito no cargo de Prefeito |
| 9  | José Carlos Silva Silveira, Zezão | PPB     | Juçara Terezinha Lopes da Silva (PMDB)   | 1º de janeiro de 2001        | 31 de dezembro de 2004       | Prefeito e vice eleitos                   |
| 10 | José Carlos Garcia de Azeredo     | PDT     | João Batista Rodrigues de Oliveira (PDT) | 1º de janeiro de 2005        | 31 de dezembro de 2008       | Prefeito e vice eleitos                   |
| 11 | José Hélio Rodrigues Cifuente     | PMDB    | Gilmar de Oliveira Teixeira (PP)         | 1º de janeiro de 2009        | 31 de dezembro de 2012       | Prefeito e vice eleitos                   |
| 12 | José Carlos Garcia de Azeredo     | PDT     | Isolda Mena Dutra (PT)                   | 1º de janeiro de 2013        | 31 de dezembro de 2016       | Prefeito e vice eleitos                   |
| 13 | Luciano Leites Rocha              | PSB     | Olavo José Trasel (PSB)                  | 1º de janeiro de 2017        | 31 de dezembro de 2020       | Prefeito e vice eleitos                   |
| 14 | José Carlos Garcia de Azeredo     | PDT     | Paulo Azzi (PSDB)                        | 1º de janeiro de 2021        | 31 de dezembro de 2024       | Prefeito e vice eleitos                   |
| —  | Jaury Gonzáles da Cunha           | PP      | Renato Feiten (MDB)                      | Faleceu antes de tomar posse | Faleceu antes de tomar posse | Prefeito e vice eleitos                   |
| 15 | Renato Feiten                     | MDB     | —                                        | 1º de janeiro de 2025        | Atual                        | Vice-prefeito eleito no cargo de Prefeito |